# Discosporina sulphurea
Discosporina sulphurea är en svampart som först beskrevs av Pier Andrea Saccardo, och fick sitt nu gällande namn av Franz Petrak 1963. Discosporina sulphurea ingår i släktet Discosporina, divisionen sporsäcksvampar och riket svampar.   Inga underarter finns listade i Catalogue of Life.